# كلورديازبوكسيد
كلورديازبوكسيد Chlordiazepoxide /ˌklɔːrdaɪ.əz[invalid input: 'ɨ']ˈpɒksaɪd/,الاسم التجاري: ليبريوم LIBRIUM. الكلورديازيبوكسيد هو أول بنزوديزبين يتم تصنيعه وكان اكتشاف الكلورديازيبوكسيد بمحض الصدفة. الكلورديازيبوكسيد وغيرها من البنزوديازيبينات قبلت في البداية بموافقة عامة على نطاق واسع لكن تابعها رفض شعبيا واسع النطاق وكانت توصياته بوضع مبادئ توجيهية طبية أكثر تقييدا لاستخدامها.
يُحفَظ الدَّواء في درجة حَرارة الغُرفة.
تُحفَظ الكَبسولاتُ بَعيداً عن الضوء. تُحفَظ الكَبسولاتُ بَعيداً عن الرُّطوبة، ولا يجري تَخزينُها في الحمَّام أو المطبخ.

## الاستعمال الدوائي
يشار إلى الكلورديازيبوكسيد على المدى القصير (2 & ندش؛ 4 أسابيع)
- يُستَعمَل هذا الدواء في علاج القَلَق أو التوتُّر العصبِي.
- يُستَعمَل هذا الدواء في معالجة نوبات الخوف أو الهَلَع.
- يُستَعمَل هذا الدواء في معالجة اضطرابات النَّوم.[5]

## موانع الاستعمال
إذا كان لدى المريض تَحَسُّسٌ تجاه الكلورديازبوكسيد أو أيِّ مكوِّنٍ آخر من هذا الدواء.
يجب إِطلاعُ مُقَدِّم الرِّعاية الصحِّية إذا كان لدى المريض تَحَسُّس لأيِّ دواء آخر.
يجب الإبلاغُ عن التَّحسُّس الذي أصاب المريض والكيفيَّة التي أثَّر بها فيه. ويتضمَّن ذلك الكشفَ عن وجود طفح أو بثور أو حكة جلديَّة أو ضيق في التنفس أو صَفير عندَ الشهيق أو سعال أو تَورُّم الوجه أو الشَّفتين أو اللسان أو الحلق، أو أيَّة أعراض أخرى مُصاحبَة لاِستِعمال الدواء.
إذا كان المريض يعانِي ارتفاع ضغط العين (الجلوكوما) أو أمراض الكبد.

### الحمل والرضاعة
الأبحاث في سلامة البنزوديازيبين خلال فترة الحمل محدودة ويوصى بأن استخدام البنزوديازيبين خلال فترة الحمل يجب أن يستند إلى ما إذا كانت الفوائد تفوق المخاطر. إذا كانت المَريضَةُ حامِلاً أو يُحتمَل أن تكونَ حامِلاً يفضل عموما عدم الاستعمال. إذا تم استخدام الكلورديازيبوكسيد أثناء الحمل يمكن الحد من المخاطر عن طريق استخدام أقل جرعة فعالة ولأقصر وقت ممكن. عموما يجب تجنبها بنزوديازيبينات خلال الأشهر الثلاثة الأولى من الحمل..
إذا كانت المَريضَةُ تُرضِع رضاعةً طبيعيَّة من الثَّدي يفضل الامتناع.

## التأثيرات الجانبية
الشعور بالدوار أو الدوخة، أو النُّعاس، أو تَشوُّش أو تغيُّم الرؤية، أو تَغيُّر في طريقة التفكير. لذلك، يجب تجنُّبُ القيادة، وتجنُّب القيام بالمهام والأنشطة التي تحتاج إلى يقظةٍ ورؤية واضحة حتَّى يظهر مدى تأثير هذا الدواء في المريض.
غثيان أو قيء. ويمكن أن يفيدَ استعمالُ وجبات صغيرة متكرِّرة والعناية بنظافة الفم ومص حلوى جافَّة أو مَضغ اللبان «العلكة» للتَّخفيف من ذلك.
جَفاف الفم. لذلك قد تفيد العنايةُ بنظافة الفم ومصِّ حلوى جافَّة أو مضغ اللبان «العلكة».

### التحمل والاعتماد

#### التحمل
الاستخدام المزمن من البنزوديازيبين، مثل الكلورديازيبوكسيد، يؤدي إلى تطوير التحمل، مع انخفاض في عدد من مواقع ربط البنزوديازيبين في فأرة الدماغ الأمامي.

## تَداخلُ الدَّواء مع الأدوية الأخرى
يجب التحقُّقُ دائماً من الطَّبيب أو الصَّيدلانِي قَبلَ تناول أيَّة أدوية جديدة.
قد يكون هناك خطرٌ مُتَزايد للنُّعاس والتخدير إذا جرى تَناوُلُ الكلورديازيبوكسيد مع أيٍّ من الأدوية التَّالية (والتي يمكن أن تسبِّبَ النُّعاس أيضاً):
الكُحول. الباربيتورات، مثل الأموباربيتال Amobarbital والفينوباربيتال Phenobarbital (من الأَدويةِ المُنَوِّمة والمُهَدِّئة والمُضادَّة للاختِلاج).
البِنـزوديازبِّينات Benzodiazepine الأخرى (من الأَدويةِ المُهَدِّئة والمُرخِية للعَضَلات)، مثل الديازيبام Diazepam والتِّيمازيبام Temazepam.
مُضادَّات الاكتئاب ثُلاثية الحلقات، مثل الأَميتريبتيلين Amitriptyline.
مُضادَّات الهيستامين المسكِّنَة، على سبيل المثال الكلُورفيِنِيرامين (دَواءٌ مُضادٌّ لِلتَّحَسُّس) Chlorpheniramine والهيدروكسيزين Hydroxyzine (دَواءٌ مُضادٌّ للتشنُّج ومُضادٌّ للهيستامين).
أقراص النَّوم، مثل الزُّوبيكلون Zopiclone.
المسكِّنات الأفيونيَّة القويَّة، مثل المورفين Morphine والكوديين Codeine وثُنائي هيدرو الكودين Dihydrocodeine (من الأدوية المخدِّرَة والمسكِّنَة والمُضادَّة للسُّعال).
قد تُقَلِّل الأَدوِيَةُ التَّالية من استِقلابِ الكلورديازيبوكسيد في الجسم؛ وهذا ما يمكن أن يزيد من مستواه الدَّموي، فضلاً عن مخاطر آثاره الجانبية. لذلك، قد يصف الطَّبيبُ للمَريض جرعةً أقل من المعدَّل الطبيعي للكلورديازيبوكسيد إذا كان المَريضُ يَتناول المريضُ أياً من هذه الأَدوِيَة:
السِّيميتيدين Cimetidine (دَواءٌ لقَرحَةِ المَعِدَة). ثُنائِيُّ السَّلفِيرام Disulfiram (دَواءٌ لعِلاج الإِدمانِ الكُحولِيِّ).
قد يُؤَدِّي الرِّيفامبيسين Rifampicin (مُضادٌّ حَيَوِيٌّ) إلى زيادة استقلابِ الكلورديازيبوكسيد في الجسم، ممَّا قد يُقلِّل من المستوى الدَّموي للكلورديازيبوكسيد وجَعله أقلَّ فَعَّالية. ولذلك، قد يحتاج الطَّبيبُ إلى وصف جرعة للمريض أكبر من المعتاد من الكلورديازيبوكسيد إذا كان المَريضُ يَتناول مثل هذه المضادَّات الحيويَّة.
قد يُقلِّل الثِّيوفيلِّين Theophylline (مُوَسِّعٌ للقَصبات) والكافيين من تَخفيف القلق والآثار المهدِّئة للكلورديازيبوكسيد.
قد يُقلِّل الكلورديازيبوكسيد من فَعَّالية اللِّيفودوبا Levodopa في مُعالجَةِ داء باركنسون.
قد يؤدِّي الكلورديازيبوكسيد إلى زيادة المستويات الدَّمويَّة للفينيتوئين Phenytoin (دَواءٌ مُضادٌّ للصَّرع ولاضطِرابِ نَظمِ القَلب).
يجب تَجنُّبُ المَشروبات الكحوليَّة والأدوية الأخرى والمُنتَجات الطبيعيَّة التي تُهدِّئ من ردود أفعال المريض، وهذا يشتملُ على المسكِّنات ومهدِّئات الأعصاب ومثبِّطات المزاج ومضادَّات الهيستامين والأدوية الأخرى التي تُؤثِّر في الألم.

## آلية عمل الدواء
يُؤثِّر الكلورديازبوكسيد في مستقبلات في الدِّماغ (مستقبلات الحمض الأميني غابا GABA)؛ وهذا يتسبَّب في إطلاقِه. كما يؤثِّر في مواد كيميائيَّة في الدِّماغ، والتي يمكن أن تصبحَ غيرَ متوازنة، وتسبِّب مشاكل في النوم (أَرَق).
.

## وصلات خارجية
- Rx-List.com - Chlordiazepoxide
- Inchem.org - Chlordiazepoxide
- U.S. National Library of Medicine: Drug Information Portal - Chlordiazepoxide